# Leptirov učinak
Leptirov učinak (engl. butterfly effect) označava da u složenim, nelinearnim dinamičkim i determinističkim sustavima postoji velika osjetljivost na mala odstupanja od početnih uvjeta. 
Iz tog razloga i vrlo male razlike u početnim uvjetima mogu dovesti do bitno različitih ishoda.
Za ovu je metaforu zaslužan meteorolog Edward Norton Lorenz u potrazi za formulom za nepogrešivo predviđanje vremenskih prilika. Primijetio je da i minimalna odstupanja kod unesenih podataka dovode do golemih razlika u rezultatima vremenske prognoze.
Pojam je skovao Edward Lorenz 1972. u svom predavanju "predvidljivost: "Does the Flap of a Butterfly’s Wings in Brazil set off a Tornado in Texas? (može li mahanje krila leptira u Brazilu uzrokovati tornado u Texasu?) na sastanku Američkog udruženja za unapređivanje znanosti u Washingtonu.
Rečenicu su usvojili zagovornici teorije kaosa. Metafora s leptirom i olujom ušla je i u popularnu kulturu.

## Ilustracija
| Lorenzov atraktor za različite vrijednosti ρ | Lorenzov atraktor za različite vrijednosti ρ |
| --- | -------------------------------------------- |
| |                                              |
| ρ=14, σ=10, β=8/3 (povećano) | ρ=13, σ=10, β=8/3 (povećano)                 |
| |                                              |
| ρ=15, σ=10, β=8/3 (povećano) | ρ=28, σ=10, β=8/3 (povećano)                 |
| Za male vrijednosti ρ, sustav je stabilan i evolvira u jednu od dvije fiksne točke atraktora. Kada je ρ veći od 24,74, fiksne točke postaju repulzori koji odbijaju trajektorije na vrlo složen način, evolvirajući bez presijecanja same sebe. |                                              |
| Java animacija koja prikazuje evoluciju za različite vrijednosti ρ Arhivirana inačica izvorne stranice od 11. ožujka 2008. (Wayback Machine) |                                              |

Praktična posljedica leptirovog učinka je da progonze u složenim sustavima kao primjerice vremenske pognoze ili kretanja dionica na tržištu teško predvidive. U kaotičnom sustavu pogreške imaju tendenciju da se postupno povećavaju.

## Popularna kultura
Leptirov učinak se spominje primjerice u 
- filmskim hitovima Jurski park i Leptirov efekt

I u serijama
- 13 Reasons Why
- Dexter

## Vanjske poveznice
- The meaning of the butterfly: Why pop culture loves the 'butterfly effect,' and gets it totally wrong, Peter Dizikes, Boston Globe, June 8, 2008
- New England Complex Systems Institute - Concepts: Butterfly Effect
- The Chaos Hypertextbook. An introductory primer on chaos and fractals
- ChaosBook.org. Advanced graduate textbook on chaos (no fractals)